# Piotr Słonimski (1893–1944)
Piotr Wacław Słonimski (ur. 5 grudnia 1893 w Warszawie, zm. 2 września 1944 tamże) – polski lekarz, zoolog, histolog i embriolog żydowskiego pochodzenia.

## Życiorys
Urodził się w rodzinie pochodzenia żydowskiego, jako syn Stanisława Słonimskiego i Eugenii z Poznańskich. Studiował na Uniwersytecie Lwowskim, przerwał naukę w 1914, gdy w szeregach Legionów walczył w I wojnie światowej, a następnie w wojnie polsko-bolszewickiej. Po zakończeniu walk kontynuował przerwaną naukę na Uniwersytecie Warszawskim, gdzie w 1922 przedstawił przygotowaną pod kierunkiem prof. Konstantego Janickiego pracę doktorską i uzyskał tytuł doktora filozofii w dziedzinie zoologii. Następnie rozpoczął studia medyczne, które ukończył w 1928. Równolegle do nauki od 1918 pracował jako starszy asystent, a później adiunkt w Zakładzie Histologii i Embriologii Wydziału Lekarskiego Uniwersytetu Warszawskiego. Pełnił funkcję sekretarza warszawskiego oddziału Polskiego Towarzystwa Biologicznego. Współpracował z pismem „Folia Morphologica”. Podczas II wojny światowej wykładał na tajnych kompletach na UW. Był więziony na Pawiaku.
Zginął w czasie powstania warszawskiego 2 września 1944 roku wraz z ok. 150 osobami w zbombardowanym przez Luftwaffe domu przy ul. Malczewskiego 3/5, w którym mieścił się kierowany przez niego punkt sanitarny.
Publikował na temat systematyki i ekologii wrotków i wypławków, zajmował się przyżyciowym barwieniem komórek, wpływem hormonów tarczycy na wzrost i rozwój kręgowców.

## Życie prywatne
Brat Antoniego Słonimskiego. Z małżeństwa z Janiną z Sobeckich miał syna, późniejszego genetyka Piotra Słonimskiego. Janina Słonimska była pielęgniarką i instrumentariuszką, zginęła razem z mężem.